# شعير ديدجني
شعير ديدجني (الاسم العلمي:Hordeum dedegenii) هي نوع نباتي يتبع جنس الشعير من الفصيلة النجيلية.  